# Sör-Stavarvattnet
Sör-Stavarvattnet är en sjö i Örnsköldsviks kommun i Ångermanland och ingår i Husåns huvudavrinningsområde. Sjön är 12 meter djup, har en yta på 0,213 kvadratkilometer och befinner sig 210 meter över havet. Sjön avvattnas av vattendraget Stavarvattsbäcken.

## Delavrinningsområde
Sör-Stavarvattnet ingår i det delavrinningsområde (706271-165165) som SMHI kallar för Utloppet av Sör-Stavarvattnet. Medelhöjden är 290 meter över havet och ytan är 5,3 kvadratkilometer. Det finns inga avrinningsområden uppströms utan avrinningsområdet är högsta punkten. Stavarvattsbäcken som avvattnar avrinningsområdet har biflödesordning 2, vilket innebär att vattnet flödar genom totalt 2 vattendrag innan det når havet efter 61 kilometer. Avrinningsområdet består mestadels av skog (86 procent). Avrinningsområdet har 0,2 kvadratkilometer vattenytor vilket ger det en sjöprocent på 3,8 procent.